# Coenonympha altopirenaica
Coenonympha altopirenaica är en fjärilsart som beskrevs av De Sagarra 1930. Coenonympha altopirenaica ingår i släktet Coenonympha och familjen praktfjärilar. Inga underarter finns listade i Catalogue of Life.